# De ce spectacle ici sur terre
Albums de Dick Annegarn
Anticyclone
(1976) Ferraillages
(1980)
De ce spectacle ici sur terre est un double album (vinyle) de Dick Annegarn sorti en 1978. Il s'agit de son premier album live, enregistré à la Maison des Arts de Créteil les 28 et 29 avril 1978.
Cet enregistrement n'a jamais été réédité en CD.

## Liste des titres
| No | Titre               | Durée |
| -- | ------------------- | ----- |
| 1. | Le grand dîner      |       |
| 2. | Volets fermés       |       |
| 3. | Katinga tango       |       |
| 4. | L'égotiste          |       |
| 5. | Ni çà ni là         |       |
| 6. | Sacré géranium      |       |
| 7. | Enfant de la guerre |       |

| No | Titre                     | Durée |
| -- | ------------------------- | ----- |
| 1. | Chevaux de mes rêves      |       |
| 2. | Château d'Edgar Allan Poe |       |
| 3. | Hé hé hé                  |       |
| 4. | Mireille                  |       |
| 5. | Renard                    |       |
| 6. | Miroir                    |       |
| 7. | Aujourd'hui               |       |

| No | Titre            | Durée |
| -- | ---------------- | ----- |
| 1. | Le roi du métro  |       |
| 2. | Bruxelles        |       |
| 3. | Eric électrique  |       |
| 4. | Voleur de voleur |       |
| 5. | Frysoschénie     |       |
| 6. | Mal de dents     |       |

| No | Titre            | Durée |
| -- | ---------------- | ----- |
| 1. | Ça pue           |       |
| 2. | Ballade funèbre  |       |
| 3. | Nogent-sur-Marne |       |

## Musiciens
- Dick Annegarn : guitares, pianos, harmonicas, voix
- Michel Kania : guitare solo, cris
- Gérard Marcoeur : percussions, xylophone, voix + piano relais
- Pierre Vermeire : violon alto, violoncelle, basse électrique, clarinette, bugle, voix
- Choristes